# Smittia abiskoensis
Smittia abiskoensis är en tvåvingeart som beskrevs av Maurice Emile Marie Goetghebuer 1940. Smittia abiskoensis ingår i släktet Smittia och familjen fjädermyggor. Arten är reproducerande i Sverige. Inga underarter finns listade i Catalogue of Life.